# Randers Teater
Randers Teater (indtil 2020 Randers EgnsTeater) er et dansk teater, der blev etableret i år 2000 som egnsteater for Randers Kommune. Det nåede at blive et af landets største egnsteatre med fire sale og en produktion på 3-5 professionelle teaterforestillinger årligt. Der produceres primært teater for børn og unge, men også for voksne i form af den årlige vinterkabaret, der både spiller på teatret og sendes på turné til forsamlingshuse i oplandet. Teatret har alle år været ledet af Peter Westphael.
Randers EgnsTeater har pr. 1. januar 2020 skiftet navn til Randers Teater og er overgået fra at være et egnsteater til at være §5-teater med eget afsnit på finansloven. Teatret har et særligt ansvar for at producere og præsentere professionel scenekunst for børn og voksne, samt styrke og udvikle talentarbejdet og interessen for scenekunst. Randers teater har et særligt ansvar for at disse opgaver rækker ud regionalt og på tværs af flere kommuner.
Hvert år afvikles der flere end 700 forestillinger, som enten er produceret af, eller indkøbt af Randers Teater. Mange af dem er egne forestillinger, der både spiller på teatret og på turne i ind og udland, men teatret arrangerer også i hver sæson en lang række gæstespil fra turnerende teatre i landet.
Teatret har stået bag flere store kulturelle projekter og events i byen. Blandt andet totalforestillingen Watermusic på Randers havn med mange hundrede medvirkende, der var et af de største bidrag til Europæisk Kulturhovedstad 2017.
I 2015 etablederes Randers Teaters Talentskole, der er et tilbud til unge mennesker med en passion for teater med gratis undervisning i forløb, der varer et år.
Der er også tilknyttet et kor til teatret, som årligt giver en lang række koncerter i og omkring Randers og også har deltaget i flere opsætninger på teatret.

## Det historiske Randers Teater
Det oprindelige Randers Teater blev indviet i 1905 og eksisterede frem til 1945, hvor bygningen blev sprængt i luften under en schalburgtageaktion. Teatret, der blev beskrevet som et af provinsens smukkeste, kunne rumme 660 tilskuere. Bag teatret stod borgerforeningen Harmonien, der fra 1805 lagde klublokaler til teaterforestillingerne.
Fra 1952 fungerede den ombyggede biograf Kino-Palæet som både teater og biograf under navnet Teater-Bio. 